# Hohlestein (Eggegebirge)
Der Hohlestein  ist ein 433,2 m ü. NHN hoher Berg bei Schlangen-Kohlstädt im westlichen Eggevorland im Süden des nordrhein-westfälischen Kreises Lippe.
Nördlich des Gipfels verläuft der Wanderweg Lönspfad. Über den Gipfel führt der Hohlsteinweg, dessen alter Buchenbestand an den Wegrändern als Naturdenkmal der Gemeinden Schlangen respektive Horn-Bad Meinberg eingetragen ist. In Gipfelnähe liegt die Hohlsteinhöhle, ein bedeutendes Fledermausquartier in der Region.